# Coupe du monde de biathlon 1978-1979
Navigation
Édition précédente Édition suivante
La Coupe du monde de biathlon 1978-1979 est la seconde édition de la Coupe du monde de biathlon. Elle est remportée, comme l'année précédente, par un Est-Allemand, Klaus Siebert.

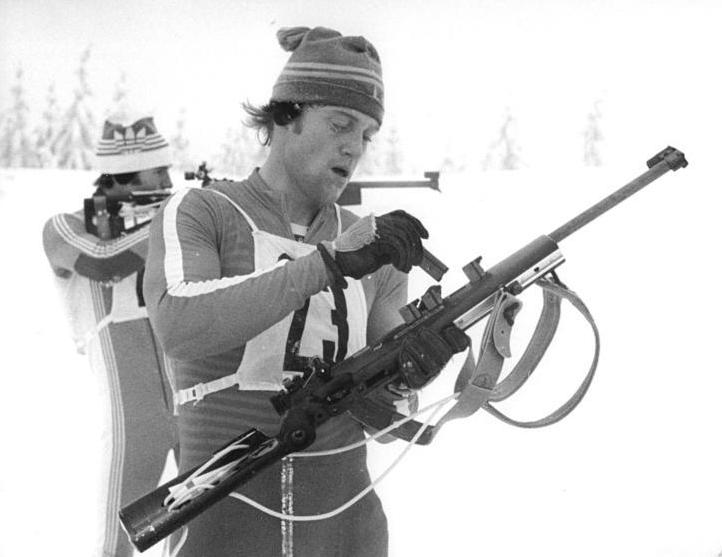
Klaus Siebert en 1978

La Coupe du monde récompense le meilleur biathlète sur l'ensemble de l'hiver, celui qui a gagné le plus de points durant toute la saison. Parmi les pays visités cette année-là, on compte la Finlande, l'Italie ou encore l'Allemagne, qui accueille les Championnats du monde de biathlon 1979, à Ruhpolding.

## Calendrier et résultats
| Étape                                                                   | Lieu               | Épreuve          | Date            | Vainqueur          | Deuxième           | Troisième          |
| ----------------------------------------------------------------------- | ------------------ | ---------------- | --------------- | ------------------ | ------------------ | ------------------ |
| 1                                                                       | Jáchymov           | Individuel 20 km | 10 janvier 1979 | Roar Nilsen        | Eberhard Rösch     | Terje Krokstad     |
| 1                                                                       | Jáchymov           | Sprint 10 km     | 11 janvier 1979 | Rudolf Horn        | Frank Ullrich      | Terje Krokstad     |
| 2                                                                       | Antholz-Anterselva | Individuel 20 km | 21 janvier 1979 | Vladimir Barnachov | Heinz Böttcher     | Klaus Siebert      |
| 2                                                                       | Antholz-Anterselva | Sprint 10 km     | 23 janvier 1979 | Alexandre Tikhonov | Vladimir Barnachov | Klaus Siebert      |
| Championnats du monde de Ruhpolding (15 février 1979 - 18 février 1979) |                    |                  |                 |                    |                    |                    |
| ChM                                                                     | Ruhpolding         | Individuel 20 km | 28 janvier 1979 | Klaus Siebert      | Alexandre Tikhonov | Sigleif Johansen   |
| ChM                                                                     | Ruhpolding         | Sprint 10 km     | 31 janvier 1979 | Frank Ullrich      | Odd Lirhus         | Luigi Weiss        |
| Fin des Championnats du monde                                           |                    |                  |                 |                    |                    |                    |
| 3                                                                       | Oberhof            | Individuel 20 km | 30 mars 1979    | Anatoli Aliabiev   | Klaus Siebert      | Kjell Søbak        |
| 3                                                                       | Oberhof            | Sprint 10 km     | 31 mars 1979    | Klaus Siebert      | Kjell Søbak        | Vladimir Barnachov |
| 4                                                                       | Bardufoss          | Individuel 20 km | 6 avril 1979    | Alexandre Tikhonov | Frank Ullrich      | Vladimir Alikin    |
| 4                                                                       | Bardufoss          | Sprint 10 km     | 7 avril 1979    | Sigleif Johansen   | Vladimir Barnachov | Klaus Siebert      |

## Classement général
| Rang | Nom                | Points | Victoire(s) |
| ---- | ------------------ | ------ | ----------- |
| 1    | Klaus Siebert      | 143    | 2           |
| 2    | Frank Ullrich      | 136    | 1           |
| 3    | Vladimir Barnachov | 128    | 1           |
| 4    | Alexandre Tikhonov | 114    | 2           |
| 4    | Eberhard Rösch     | 114    | 0           |
| 4    | Vladimir Alikin    | 114    | 0           |